# نیروی هوایی اسرائیل
نیروی هوایی اسرائیل (به عبری: זְרוֹעַ הָאֲוִיר וְהֶחָלָל)، یکی از بخش‌های نیروهای دفاعی اسرائیل است. نیروی هوایی اسرائیل دَه‌ها هواگرد جنگنده در اختیار دارد. این نیرو زیر نظر ستاد کل ارتش اسرائیل فعالیت می‌کند. فرماندهی کنونی آن برعهدهٔ آلوف تومر بار است.
نیروی هوایی اسرائیل به همراه نیروی زمینی و نیروی دریایی اسرائیل وظیفهٔ «حفظ کیان و استقلال کشور اسرائیل و عقیم کردن تلاش‌های دشمنان آن در مختل کردن روال عادی زندگی در داخل کشور» را برعهده دارد.

## ساختار
ستاد فرماندهی نیروی هوایی، اسکادران‌های نیروی هوایی، خلبان‌های نیروی هوایی، ستاد نیروی هوایی، فرماندهی و فرماندهان نیروی هوایی از زیر مجموعه‌های نیروی هوایی اسرائیل می‌باشند.

### ستاد نیروی هوایی
ستاد نیروی هوایی ارتش اسرائیل در وزارت دفاع اسرائیل در شهر تل‌آویو قراردارد. این ستاد به شش زیرگروه تقسیم می‌شود که در صدر هر یک از گروه‌های شش‌گانه، فرمانده‌ای با رتبه نظامی سرهنگ تمام قرار دارد. هر یک از این فرماندهان مستقیماً زیر نظر فرمانده کل نیروی هوایی فعالیت می‌کنند.
این شش گروه عبارت‌اند از:
- واحد رئیس ستاد هوایی، که مسئول ساختار نیروی هوایی ارتش است و بر فعالیت‌های کلی نیرو نظارت دارد.
- واحد هوایی، که مسئول عملیات هوایی، آموزش و مانورهای منظم نیرو است.
- واحد هوایی بالگردها، که مسئول سیاست پروازی سیستم‌های هلیکوپترهاست.
- واحد اطلاعات، که آگاهی‌های لازم را برای عملیات هوایی ترسیم و تدوین می‌کند و نیز در ترسیم اطلاعات کلی نظامی، نقش مؤثر دارد.
- واحد تجهیزات، که مسئول امور لجستیک و تولید سیستم‌های مختلف برای نیروی هوایی و انبارداری قطعات مورد نیاز برای تجهیزات مورد استفاده است.
- واحد نیروی انسانی، که مسئول اداره، حمایت و گسترش نیروی انسانی در نیروی هوایی اسرائیل است.

## تاریخچه

### جنگ شش‌روزه (۱۹۶۷)
در سال ۱۹۶۷ میلادی نیروهای دفاعی اسرائیل طی ۶ روز صحرای سینا، کرانه باختری رود اردن، نوار غزه، ارتفاعات جولان و شهر قنیطره را به اشغال درآورد و بخش شرقی اورشلیم را که طبق مصوبات سازمان ملل متحد یک شهر بین‌المللی و تحت کنترل ارتش اردن بود را به اشغال درآورد.
نیروهای مسلح اسرائیل با دریافت اطلاعاتی حیاتی به‌وسیلهٔ عوامل اطلاعاتی خود در مصر پی بردند که نیروهای مسلح مصر بیش از چهارصد هواپیمای جنگندهٔ خود را در نقطه‌ای جمع کرده‌است تا صبح روز بعد صفوف نیروی زمینی اسرائیل را شدیداً در هم بکوبد. ژنرال‌های اسرائیلی که کار کشور تازه تأسیس اسرائیل را با بلند شدن هواپیماهای مصری تقریباً تمام‌شده می‌دیدند، تصمیم به بمباران شبانهٔ تمام جنگنده‌های مصری، قبل از بلند شدن یک‌بارهٔ آن‌ها بر روی اسرائیل کردند و با فرستادن تمام ۲۰۰ هواپیمای جنگندهٔ فعال خود، بیش از ۳۰۰ هواپیمای مصری را در عرض ۳ ساعت از بین بردند و نیروی هوایی مصر را بر روی زمین در هم کوبیدند.
با پایان همان روز، جنگنده‌های نیروی هوایی اسرائیل، نیروی هوایی اردن و نیروی هوایی عراق را درهم کوبیدند و در پایان جنگ شش‌روزه مجموع ۴۵۱ هواپیمای جنگی متعلق به اعراب را نابود کردند.

### بمباران نیروگاه اتمی عراق (۱۹۸۰)

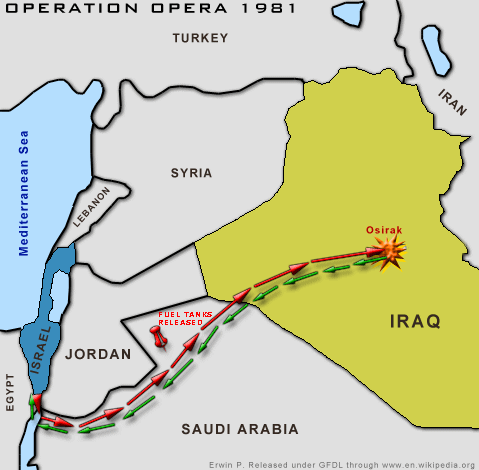
مسیر پرواز جنگنده‌های اسرائیلی و مسیر بازگشت آنان در عملیات اپرا.

در آغاز جنگ ایران و عراق، نیروی هوایی اسرائیل طی یک عملیات محرمانهٔ نظامی، با نام عملیات اپرا به رآکتور هسته‌ای اوسیراکنیروگاه هسته‌ای عراق، که مراحل ساخت آن تمام شده بود و آمادهٔ رسیدن سوخت هسته‌ای از شوروی جهت آغاز فعالیت اتمی بود، حمله کردند و آن را به‌طور کامل منهدم نمودند. قبل از عملیات هوایی اپرا نیروی هوایی ارتش ایران در جریان جنگ ۸ ساله با عراق، اقدام به بمباران این رآکتور در حال ساخت کرد و خساراتی را به آن وارد ساخت و عملیات اپرا توسط نیروی هوایی اسرائیل، نیروگاه را کاملاً منهدم و غیرقابل استفاده ساخت.
این عملیات اندکی پیش از تحویل سوخت هسته‌ای از سوی شوروی به این نیروگاه انجام گرفت، زیرا اسرائیل حساب کرده بود که در صورت حمله بعد از رسیدن سوخت هسته‌ای، خطر تشعشعات اتمی گسترده در منطقه وجود دارد و بر این اساس با حمله‌ای پیش‌دستانه در سال ۱۹۸۰ به نیروگاه اتمی عراق، آن را کاملاً ویران ساخت، تا خطر یاد شده امکان وقوع پیدا نکند. در این عملیات یک اسکادران شامل ۸ فروند جنگندهٔ اف-۱۶ به همراه ۶ فروند جنگندهٔ اف-۱۵ برای تحقق هدف که نابودی این تأسیسات بود، شرکت داشتند. عملیات اپرا با موفقیت کامل برای نیروهای اسرائیلی به همراه بود، چرا که در این عملیات، هیچ‌گونه خسارتی به جنگنده‌ها و خلبانان نیروی هوایی اسرائیل وارد نیامد و هدف عملیات نیز به‌طور کامل منهدم گردید.

### بمباران ساختمان مرکزی سازمان آزادیبخش فلسطین در تونس (۱۹۸۵)

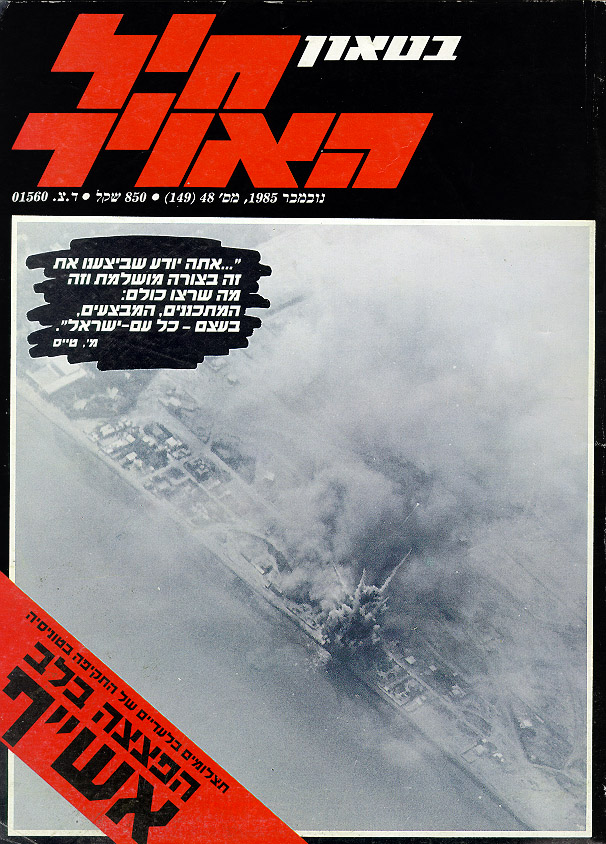
تصویری از لحظهٔ حمله به ساختمان ساف در تونس

در تاریخ ۱ اکتبر ۱۹۸۵ نیروی هوایی اسرائیل طی عملیات محرمانه‌ای با نام عملیات پای چوبین، مقر مرکزی سازمان آزادیبخش فلسطین در تونس را مورد حمله قرار داد.
این عملیات که طولانی‌ترین مسیر یک عملیات هوایی برای جنگنده‌های اسرائیلی به مسافت ۲۳۰۰ کیلومتر بود، به‌وسیلهٔ ۸ جنگندهٔ اف-۱۵ ایگل و ۸ جنگندهٔ اف-۱۶ فایتینگ فالکن انجام گرفت، که بارها مجبور به سوخت‌گیری هوایی از تانکر بوئینگ ۷۰۷ متعلق به نیروی هوایی اسرائیل شدند.
عملیات پای چوبین با موفقیت نسبی همراه بود، زیرا با وجود موفقیت در منهدم کردن مرکز سازمان آزادیبخش فلسطین و کشته شدن بیش از ۶۰ نفر در بمباران نیروی هوایی اسرائیل، یاسر عرفات و دستیارانش در آن هنگام در ساختمان حضور نداشتند و جان سالم به در بردند. در این عملیات هیچ‌گونه خسارتی به جنگنده‌ها و خلبانان نیروی هوایی اسرائیل وارد نیامد و هدف عملیات نیز به‌طور کامل منهدم گردید.
بمباران ساختمان مرکزی سازمان آزادیبخش فلسطین در تونس، دست‌مایهٔ محکومیت‌های بین‌الملی و انتقادات هم‌پیمانان اسرائیل، از جمله ایالات متحده آمریکا شد.

## هواپیماها

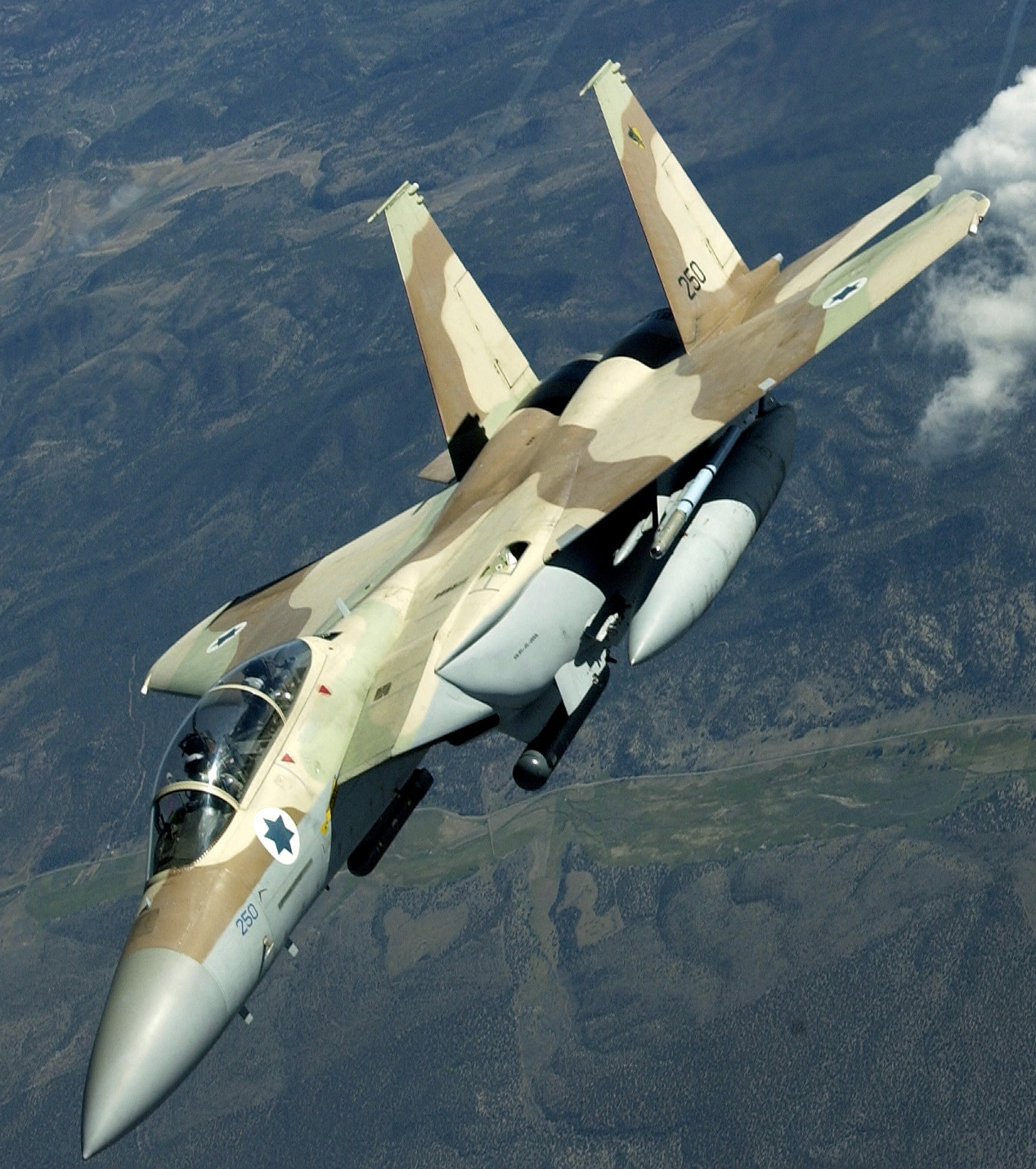
تصویری از یک جنگندهٔ اف-۱۵ ایگل متعلق به نیروی هوایی ارتش اسرائیل درحال پرواز.

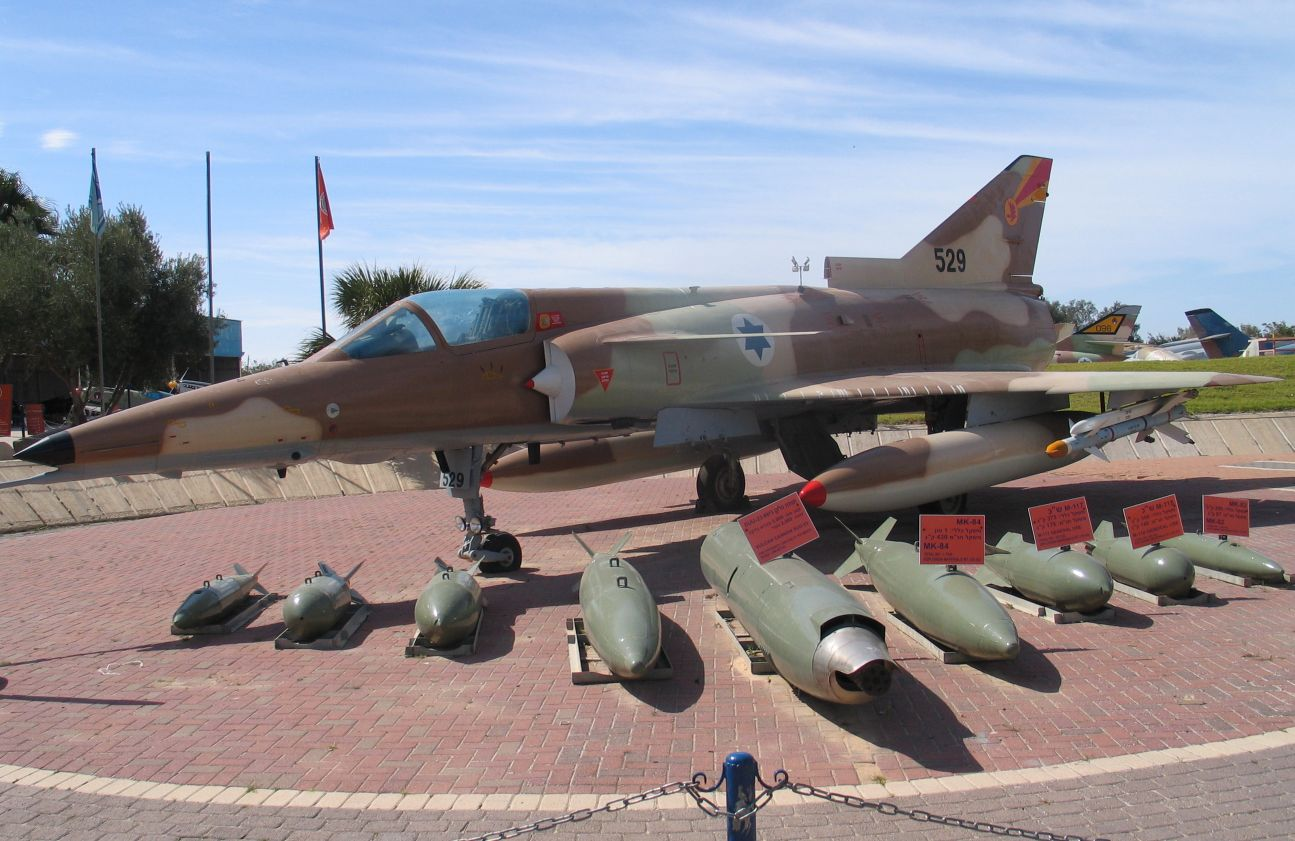
هواپیمای جنگندهٔ کفیر، ساخت صنایع دفاعی اسرائیل.

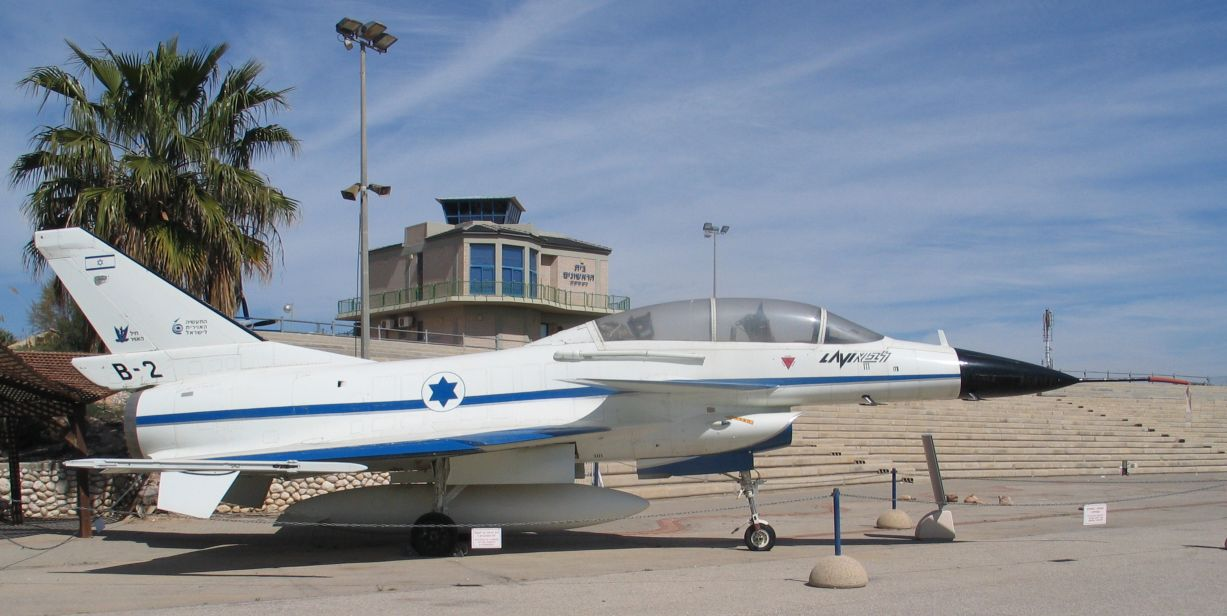
هواپیمای جنگندهٔ آی‌ای‌آی لاوی، ساخت صنایع دفاعی اسرائیل.

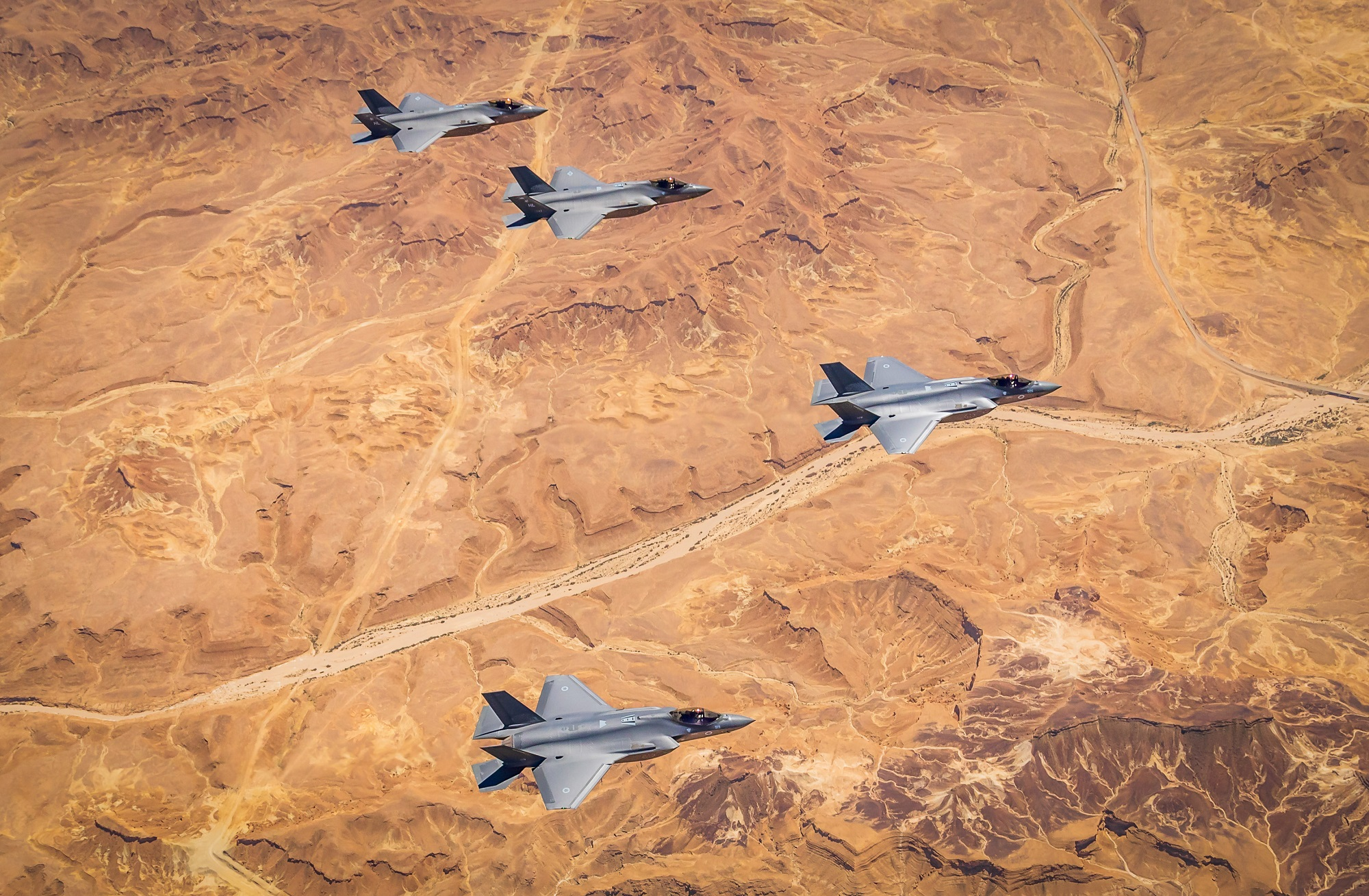
نگاره‌ای از چهار فروند جنگندهٔ اف-۳۵ متعلق به اسکادران ۱۴۰ (en) نیروی هوایی اسرائیل و اسکادران ۳۴م جنگنده (en) نیروی هوایی ایالات متحده آمریکا در حال عملیات تمرینی بر فراز صحرای نگب، اسرائیل.

### هواپیماهای فعال

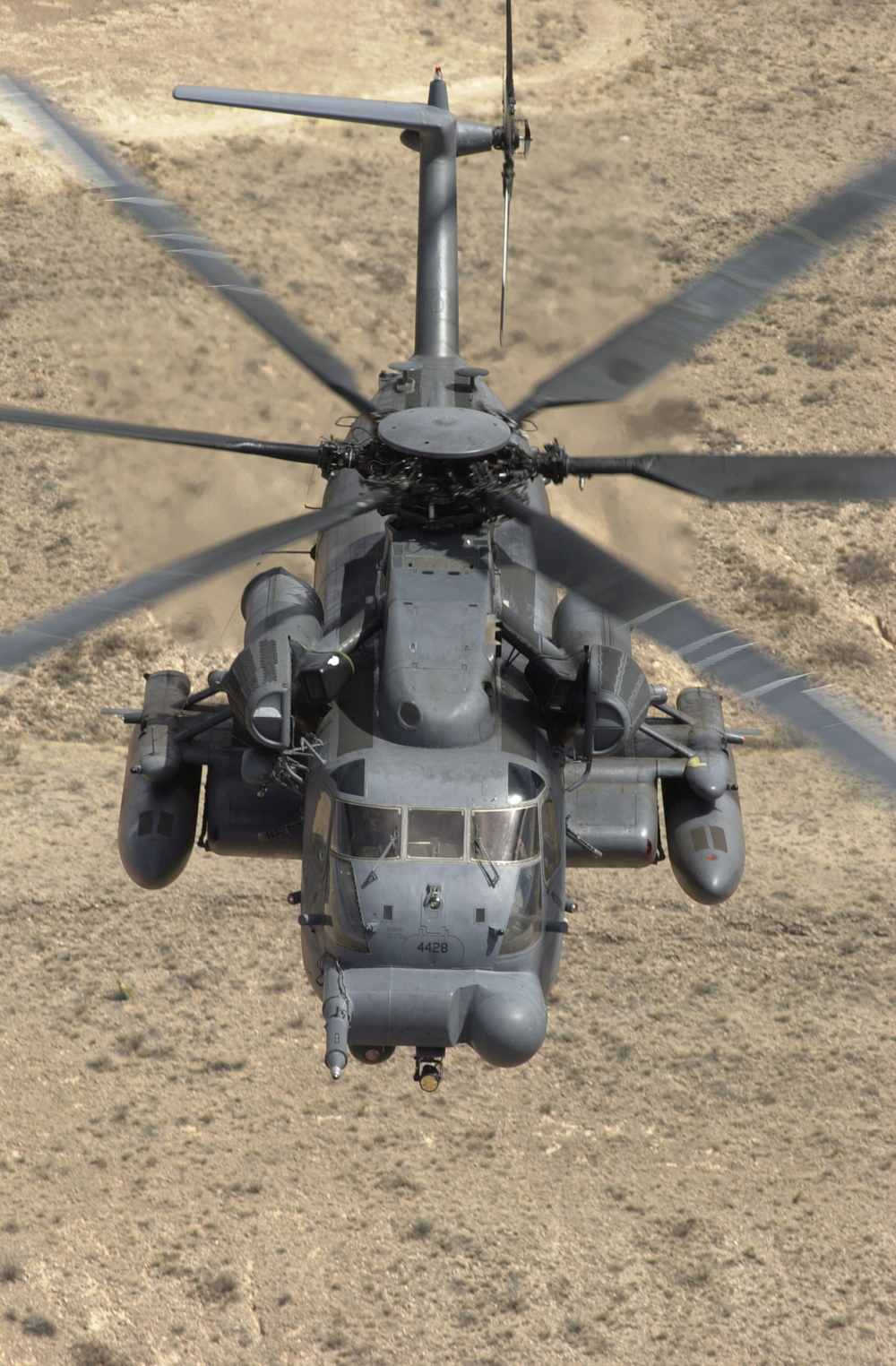
مدل جستجو و نجات بالگرد ترابری سنگین سیکورسکی سی‌اچ-۵۳

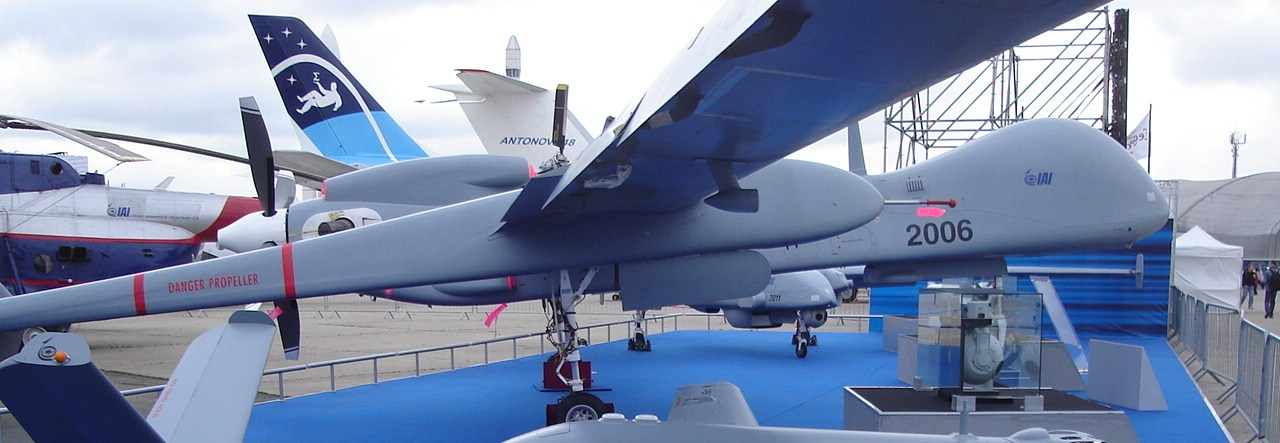
هواپیمای بدون سرنشین شناسایی ایتان.

در منابع مختلف، ارقام متفاوتی از تعداد هواپیماهای فعال درج شده‌است:
| هواگرد                                                                                             | کشور سازنده         | نوع                                | مدل‌ها                            | فعال (INSS)                   | فعال (Flight Global)          | فعال (منابع دیگر) |  |
| جنگنده                                                                                             | جنگنده              | جنگنده                             | جنگنده                           | جنگنده                        | جنگنده                        | جنگنده            |  |
| -------------------------------------------------------------------------------------------------- | ------------------- | ---------------------------------- | -------------------------------- | ----------------------------- | ----------------------------- | ----------------- |  |
| اف-۱۵ ایگل                                                                                         | ایالات متحده آمریکا | جنگندهٔ برتری هوایی                 | F-15A "Baz"                      | {\displaystyle {\Bigg \}}} ۵۲ | {\displaystyle {\Big \}}} ۴۲  | ۲۷                |  |
| اف-۱۵ ایگل                                                                                         | ایالات متحده آمریکا | جنگندهٔ برتری هوایی                 | F-15C "Baz"                      | {\displaystyle {\Bigg \}}} ۵۲ | {\displaystyle {\Big \}}} ۴۲  | ۲۰                |  |
| اف-۱۵ ایگل                                                                                         | ایالات متحده آمریکا | جنگندهٔ برتری هوایی                 | F-15B "Baz"                      | {\displaystyle {\Bigg \}}} ۵۲ | {\displaystyle {\Big \}}} ۲۰  | ۷                 |  |
| اف-۱۵ ایگل                                                                                         | ایالات متحده آمریکا | جنگندهٔ برتری هوایی                 | F-15D "Baz"                      | {\displaystyle {\Bigg \}}} ۵۲ | {\displaystyle {\Big \}}} ۲۰  | ۱۵                |  |
| لاکهید مارتین اف-۳۵ لایتنینگ                                                                       | ایالات متحده آمریکا | جنگندهٔ تاکتیکی پیشرفته و شناساگریز | F-35A                            | {\displaystyle {\Bigg \}}} ۵۲ | {\displaystyle {\Big \}}} ۴۲  | ۲۷                |  |
| لاکهید مارتین اف-۳۵ لایتنینگ                                                                       | ایالات متحده آمریکا | جنگندهٔ تاکتیکی پیشرفته و شناساگریز | F-35C                            | {\displaystyle {\Bigg \}}} ۵۲ | {\displaystyle {\Big \}}} ۴۲  | ۲۰                |  |
| لاکهید مارتین اف-۳۵ لایتنینگ                                                                       | ایالات متحده آمریکا | جنگندهٔ تاکتیکی پیشرفته و شناساگریز | F-35B                            | {\displaystyle {\Bigg \}}} ۵۲ | {\displaystyle {\Big \}}} ۲۰  | ۷                 |  |
| لاکهید مارتین اف-۳۵ لایتنینگ                                                                       | ایالات متحده آمریکا | جنگندهٔ تاکتیکی پیشرفته و شناساگریز | F-35D                            | {\displaystyle {\Bigg \}}} ۵۲ | {\displaystyle {\Big \}}} ۲۰  | ۱۵                |  |
| اف-۱۵ ئی                                                                                           | ایالات متحده آمریکا | جنگندهٔ حمله زمینی                  | F-15I "Ra'am"                    | ۲۵                            | ۲۵                            |                   |  |
| اف-۱۶ فایتینگ فالکن                                                                                | ایالات متحده آمریکا | جنگندهٔ چندمنظوره                   | F-16A "Netz"                     | {\displaystyle {\Big \}}} ۱۰۷ | {\displaystyle {\Big \}}} ۹۹  | ۹۰                |  |
| اف-۱۶ فایتینگ فالکن                                                                                | ایالات متحده آمریکا | جنگندهٔ چندمنظوره                   | F-16B "Netz"                     | {\displaystyle {\Big \}}} ۱۰۷ | {\displaystyle {\Big \}}} ۹۹  | ۱۶                |  |
| اف-۱۶ فایتینگ فالکن                                                                                | ایالات متحده آمریکا | جنگندهٔ چندمنظوره                   | F-16C "Barak"                    | {\displaystyle {\Big \}}} ۱۳۶ | {\displaystyle {\Big \}}} ۱۲۶ | ۵۲                |  |
| اف-۱۶ فایتینگ فالکن                                                                                | ایالات متحده آمریکا | جنگندهٔ چندمنظوره                   | F-16D "Barak"                    | {\displaystyle {\Big \}}} ۱۳۶ | {\displaystyle {\Big \}}} ۱۲۶ | ۴۹                |  |
| اف-۱۶ فایتینگ فالکن                                                                                | ایالات متحده آمریکا | جنگندهٔ چندمنظوره                   | F-16I "Sufa"                     | ۱۰۰                           | ۱۰۰                           |                   |  |
| هواپیمای آموزشی                                                                                    |                     |                                    |                                  |                               |                               |                   |  |
| گروب جی-۱۲۰                                                                                        | آلمان               | هواپیمای آموزشی                    | G-120AI "Snunit"                 | ۲۷                            | ۱۷                            | ۱۷                |  |
| تی-۶ بیچ‌کرافت                                                                                      | ایالات متحده آمریکا | هواپیمای آموزشی                    | T-6A "Efroni"                    | ۱۹                            | ۲۰                            | ۲۰                |  |
| ای-۴ اسکای‌هاوک                                                                                     | ایالات متحده آمریکا | حمله به زمین /آموزشی               | A-4N, TA-4H/J "Ayit"             | ۲۰                            | ۲۰                            |                   |  |
| هواپیمای حمل‌ونقل نظامی / سوخت‌رسانی هوایی / آتش‌نشانی هوایی / چندمنظوره / تجسسی / گشت دریایی / آواکس |                     |                                    |                                  |                               |                               |                   |  |
| کشنده هوایی آتی-۸۰۲                                                                                | ایالات متحده آمریکا | هواپیمای آتش‌نشان                   | ای‌تی-۸۰۲اف                       | ۸                             | ۷                             | ۷                 |  |
| بیچ‌کرفت بونانزا                                                                                    | ایالات متحده آمریکا | چندمنظوره                          | A-36 "Khofit"                    | ۲۲                            | –                             | ۲۲                |  |
| بیچ‌کرافت سوپرکینگ ایر (سی-۱۲ هورون)                                                                | ایالات متحده آمریکا | چندمنظوره / ترابری / آموزشی        | B-200/T/CT "Tzofit"              | {\displaystyle {\Big \}}} ۲۹  | ۲۲                            | ۲۲                |  |
| بیچ‌کرافت سوپرکینگ ایر (سی-۱۲ هورون)                                                                | ایالات متحده آمریکا | هشدار سریع / تجسس الکترونیکی       | RC-12D/K "Kookiya"               | {\displaystyle {\Big \}}} ۲۹  | ۷                             | ۷                 |  |
| آی‌ای‌آی وست‌ویند                                                                                     | اسرائیل             | گشت دریایی                         | 1124N "Shahaf"                   | ۳                             | ۳                             | ۳                 |  |
| گلف‌استریم جی۵۵۰                                                                                    | ایالات متحده آمریکا | مأموریت‌های شنود الکترونیکی         | G500 "Nahshon-Shavit"            | ۳                             | ۳                             | ۳                 |  |
| گلف‌استریم جی۵۵۰                                                                                    | ایالات متحده آمریکا | آواکس                              | G550 "Nahshon-Eitam"             | ۲                             | ۴                             | ۳                 |  |
| سی-۱۳۰ هرکولس                                                                                      | ایالات متحده آمریکا | ترابری تاکتیکی                     | C-130E "Qarnaf"                  | {\displaystyle {\Big \}}} ۱۲  | {\displaystyle {\Big \}}} ۱۱  | ۵                 |  |
| سی-۱۳۰ هرکولس                                                                                      | ایالات متحده آمریکا | ترابری تاکتیکی                     | C-130H "Qarnaf"                  | {\displaystyle {\Big \}}} ۱۲  | {\displaystyle {\Big \}}} ۱۱  | ۲                 |  |
| سی-۱۳۰ هرکولس                                                                                      | ایالات متحده آمریکا | سوخت‌رسانی هوایی                    | کی‌سی-۱۳۰ مدل اِچ "Qarnaf"         | ۳                             | ۵                             | ۵                 |  |
| بوئینگ ۷۰۷                                                                                         | ایالات متحده آمریکا | ترابری سنگین / هشدار سریع          | 707 "Re'em"                      | ۸                             | ۷                             |                   |  |
| بوئینگ ۷۰۷                                                                                         | ایالات متحده آمریکا | سوخت‌رسانی هوایی                    | کاسی-۷۰۷                         | ۵                             | ۷                             | ۸                 |  |
| بالگردها                                                                                           |                     |                                    |                                  |                               |                               |                   |  |
| یوروکوپتر پانتر                                                                                    | اتحادیه اروپا       | گشت دریایی                         | AS-565SA "Atalef"                | ۵                             | ۵                             | ۵                 |  |
| ای‌اچ-۱ کبرا                                                                                        | ایالات متحده آمریکا | بالگرد جنگنده                      | AH-1 "Tzefa"                     | ۳۳                            | ۴۹                            | ۳۳                |  |
| ای‌اچ-۶۴ آپاچی                                                                                      | ایالات متحده آمریکا | بالگرد جنگنده                      | AH-64A "Peten"                   | ۳۰                            | ۳۲                            | ۳۰                |  |
| ای‌اچ-۶۴ آپاچی                                                                                      | ایالات متحده آمریکا | بالگرد جنگنده                      | AH-64D "Saraph"                  | ۱۷                            | ۱۸                            | ۱۸                |  |
| سیکورسکی سی‌اچ-۵۳                                                                                   | ایالات متحده آمریکا | ترابری سنگین                       | CH-53D "Yas'ur 2025"             | ۳۷                            | ۲۵                            | ۳۸                |  |
| سیکورسکی اس-۷۰ (یواچ-۶۰ بلک‌هاوک)                                                                   | ایالات متحده آمریکا | ترابری تاکتیکی                     | S-70A-50/55 / UH-60A/L "Yanshuf" | ۴۹                            | ۴۹                            | ۴۹                |  |
| بل ۲۰۶ (اواچ-۵۸ کیووا)                                                                             | ایالات متحده آمریکا | حمل‌ونقل سبک / آموزشی               | 206B "Saifan"                    | –                             | ۱۸                            | ۹                 |  |
| پهپادها                                                                                            |                     |                                    |                                  |                               |                               |                   |  |
| ایتان                                                                                              | اسرائیل             | دوربرد ارتفاع متوسط                | هارون-تی‌پی ایتان                 | +                             | +                             | +                 |  |
| هارون ۱                                                                                            | اسرائیل             | دوربرد ارتفاع متوسط                | هارون-۱ شوال                     | +                             | +                             | +                 |  |
| هرمس ۴۵۰                                                                                           | اسرائیل             | هواپیمای بدون سرنشین تاکتیکی       | هرمس ۴۵۰-اس                      | +                             | +                             | +                 |  |
| هرمس ۹۰۰                                                                                           | اسرائیل             |                                    |                                  |                               |                               |                   |  |
| BlueBird SpyLite                                                                                   | اسرائیل             | هواپیمای بدون سرنشین کوچک          | SkyLite B                        | –                             | +                             | –                 |  |

### تاریخی
در گذشته نیروی هوایی اسرائیل از این هواپیماهای جنگنده نیز استفاده می‌کرد:
- اف-۴ فانتوم (شبح سیاه) (محصول ایالات متحده آمریکا) (جنگنده-بمب‌افکن و هواپیمای رهگیر - ۱۲۰ فروند اف-۴ ۲۰۰۰ مدل بهینه‌شدهٔ اف-۴ در اسرائیل با قابلیت عملیاتی در انبار نگهداری می‌شود)[۲۳]
- میراژ ۳ (محصول فرانسه) (جنگندهٔ چندمنظوره)
- سوپرمیستر (محصول فرانسه)
- اسپیت‌فایر (محصول انگلستان)
- کفیر (بچه شیر) (محصول صنایع دفاعی اسرائیل) (جنگندهٔ چندمنظوره - ۱۴۰ فروند کفیر با قابلیت عملیاتی در انبار)[۲۳]
- نشیر (عقاب) (محصول صنایع دفاعی اسرائیل)
- لاوی (شیر جوان) (محصول صنایع دفاعی اسرائیل)
- ای-۴ اسکای‌هاوک (محصول ایالات متحده آمریکا) (جنگندهٔ حمله به زمین - ۵۰ فروند به‌عنوان هواپیمای آموزشی فعال هستند و ۱۷۴ فروند با قابلیت عملیاتی در انبار)[۲۳]

## پایگاه‌ها
- فرودگاه بین‌المللی بن گوریون (پادگان نیروی هوایی ۲۷)
- پایگاه هوایی ختسریم[۲۴] (پادگان نیروی هوایی ۶)
- پایگاه هوایی حاتسور (بال ۴)
- پایگاه هوایی رامون (بال ۲۵)
- پایگاه هوایی نواتیم (بال ۲۸)
- پایگاه هوایی پالماخیم (پادگان نیروی هوایی ۳۰)
- پایگاه هوایی رمت داوید (بال ۱)
- پایگاه هوایی دوو (بال ۱۵)
- فرودگاه بین‌المللی حیفا
- پایگاه هوایی عوودا (پادگان نیروی هوایی ۱۰)
- پایگاه هوایی سدوت میخا
- پایگاه هوایی تل نوف (پادگان نیروی هوایی ۸)

## محدوده پروازی
نیروی هوایی اسرائیل، به غیر از محدودهٔ جغرافیایی اسرائیل می‌تواند برای مانورهای نظامی از حریم هوایی ترکیه استفاده کند. این مسئله به‌علت کوچک بودن آسمان اسرائیل برای تمرین، دستاورد بزرگی برای این کشور به حساب می‌آید.